# Маркос Акунья
Маркос Акунья (ісп. Marcos Acuña, нар. 28 жовтня 1991, Сапала) — аргентинський футболіст, лівий захисник клубу «Севілья» та збірної Аргентини.

## Клубна кар'єра
Народився 28 жовтня 1991 року в місті Сапала. Вихованець футбольної школи клубу «Феррокаріль Оесте». 16 квітня 2011 року в матчі проти КАІ він дебютував у Прімері B. 9 жовтня в поєдинку проти «Альдосіві» Макос забив свій перший гол за «Феррокарріль Оесте». Всього в рідній команді провів чотири сезони, взявши участь у 117 матчах другого дивізіону Аргентини.
Влітку 2014 року перейшов в «Расинг» (Авельянеда). Сума трансферу склала 550 тис. євро. 10 серпня в матчі проти клубу «Дефенса і Хустісія» він дебютував у аргентинській Прімері. 28 серпня в поєдинку проти «Бельграно» Маркос зробив «дубль», забивши свої перші голи за «Расінг». У своєму дебютному сезоні Акунья допоміг клубу виграти чемпіонат Аргентини. 24 лютого 2016 року в матчі Кубка Лібертадорес проти болівійського «Болівара» Маркос забив перший міжнародний гол. Загалом відіграв за команду з Авельянеди чотири сезони своєї ігрової кар'єри.
Влітку 2017 року Акунья перейшов у лісабонський «Спортінг», підписавши контракт на чотири роки. Сума трансферу склала 9,6 млн євро, що зробило його найдорожчим гравцем, який коли-небудь був проданий «Расингом». 6 серпня в матчі проти «Авеша» він дебютував у Сангріш-лізі. У першому ж сезоні він став з командою володарем Кубка ліги та фіналістом національного кубка. 
14 вересня 2020, Акунья підписав 4-річний контракт з іспанською «Севільєю».

## Виступи за збірну
16 листопада 2016 року дебютував в офіційних матчах у складі національної збірної Аргентини в відбірковому матчі до чемпіонату світу 2018 року проти збірної Колумбії, замінивши у другому таймі Анхеля Ді Марію.
У складі збірної — учасник чемпіонату світу 2018 року у Росії.
| Дата       | Місто        | Господарі | Результат | Гості     | Турнір            | Голи | Примітки |
| ---------- | ------------ | --------- | --------- | --------- | ----------------- | ---- | -------- |
| 15-11-2016 | Сан-Хуан     | Аргентина | 3 – 0     | Колумбія  | Відбір до ЧС 2018 | -    | 85'      |
| 28-3-2017  | Ла-Пас       | Болівія   | 2 – 0     | Аргентина | Відбір до ЧС 2018 | -    | 70'      |
| 9-6-2017   | Мельбурн     | Бразилія  | 0 – 1     | Аргентина | товариський матч  | -    | 90'      |
| 13-6-2017  | Сінгапур     | Сінгапур  | 0 – 6     | Аргентина | товариський матч  | -    | 60'      |
| 31-8-2017  | Монтевідео   | Уругвай   | 0 – 0     | Аргентина | Відбір до ЧС 2018 | -    | 61'      |
| 5-9-2017   | Буенос-Айрес | Аргентина | 1 – 1     | Венесуела | Відбір до ЧС 2018 | -    | 25'      |
| 5-10-2017  | Буенос-Айрес | Аргентина | 0 – 0     | Перу      | Відбір до ЧС 2018 | -    | 90'      |
| 10-10-2017 | Кіто         | Еквадор   | 1 – 3     | Аргентина | Відбір до ЧС 2018 | -    | 51'      |
| Усього     |              | Матчів    | 8         |           | Голів             | 0    |          |

## Титули і досягнення

### Збірна
- Чемпіон світу (1):

Аргентина: 2022
- Переможець Суперкласіко де лас Амерікас (2):

Аргентина: 2017, 2019
- Володар Кубка Америки (1):

Аргентина: 2021
- Бронзовий призер Кубка Америки (1):

Аргентина: 2019

### Клубні
- Чемпіон Аргентини (1):

«Расинг» (Авельянеда): 2014
- Володар Кубка португальської ліги (2):

Спортінг (Лісабон): 2018, 2019
- Володар Кубок Португалії (1):

Спортінг (Лісабон): 2019